# Plaatsgebonden risico
Plaatsgebonden risico (PR) is een begrip dat uitdrukking geeft aan de mate van externe veiligheid van een locatie. Het PR wordt gedefinieerd als "de kans per jaar dat een persoon, die zich continu en onbeschermd op een bepaalde plaats bevindt, overlijdt als direct gevolg van een ongeval met gevaarlijke stoffen bij een risicovolle activiteit". Het begrip is vastgelegd in het Besluit externe veiligheid inrichtingen (Bevi), het Besluit externe veiligheid buisleidingen (Bevb) en de Circulaire risiconormering vervoer gevaarlijke stoffen van de Nederlandse overheid, en zal worden opgenomen in het Besluit externe veiligheid transportroutes (Bevt).
In Nederland heeft de overheid bepaald dat in principe nergens in Nederland iemand een groter plaatsgebonden risico mag lopen dan 1 op de 1 miljoen per jaar (10−6/jaar). Voor bestaande situaties geldt een tijdelijke norm van 1 op de 100.000 per jaar 10−5).
Bij de toetsing van het plaatsgebonden risico wordt onderscheid gemaakt tussen kwetsbare en beperkt kwetsbare objecten. Kwetsbare objecten zijn objecten waar personen doorgaans langere tijd verblijven en/of grote groepen mensen bijeenkomen en/of een slechtere mobiliteit kennen. Voorbeelden van kwetsbare objecten zijn woningen, scholen en ziekenhuizen. Beperkt kwetsbare objecten zijn overige objecten waar personen kunnen verblijven, zoals (kleinere) kantoren, winkels en sportterreinen. Voor kwetsbare objecten geldt de norm als grenswaarde; voor beperkt kwetsbare objecten is het een richtwaarde, waar gemotiveerd van kan worden afgeweken.
Naast het plaatsgebonden risico spreekt men ook over het groepsrisico (GR): de kans dat een groep personen om het leven komt als direct gevolg van een ongeval met gevaarlijke stoffen.